# AV Edo-Rhenania Tokio
Die Akademische Vereinigung Edo-Rhenania zu Tokio (jap. 学士会江戸拉因会, Gakushikai Edo Rainkai) ist eine Studentenverbindung deutschen Vorbilds in Tokio. Sie ist ein assoziiertes Mitglied des CV und eine Freundschaftsverbindung des ÖCV. Sie war die erste und über Jahrzehnte einzige Studentenverbindung deutschen Typs auf dem asiatischen Kontinent.

## Geschichte
Im Jahre 1951 wurde der japanische Absolvent der Sophia-Universität Yujiro Shinoda, einer der späteren Gründer der AV Edo-Rhenania, Mitglied der Studentenverbindung AV Rheinstein zu Köln. 1963 gründete die AV Rheinstein zu Köln auf Initiative des Rheinsteiners Rolf-Hanstein die AV Edo-Rhenania zu Tokio als Tochterverbindung, deren erster Senior ihr eigenes Mitglied Yujiro Shinoda wurde. Vorausgegangen war der Gründung eine mehrjährige Planungsphase, sowie der Aufbau eines elitären Unterstützerzirkels mit Mitgliedern aus Politik, Wissenschaft und Wirtschaft. Die Verbindungssatzung konzipierte die Edo-Rhenania „Studentenaustausch zur Vertiefung des Verständnisses und Ausbaus der Freundschaft zwischen Japan und der westlichen Welt, Erziehung der Mitglieder zur Akademiker hohen Bildungsstandes und internationalen Verstehen.“
Auf der 78. Cartellversammlung von 1964 wurde die AV Edo-Rhenania als ein assoziiertes Mitglied des Cartellverbandes anerkannt. In Folge hat sie zwar kein Stimmrecht bei der Cartellversammlung, es steht ihr im Gegenzug aber frei, ungetaufte Studenten als Mitglieder aufzunehmen. Dies war eine wichtige Voraussetzung für das Wachstum der AV Edo-Rhenania, denn nur ungefähr ein Prozent der japanischen Bevölkerung bekennt sich zum Christentum, weiterhin speist sich ihre Aktivitas zu einem großen Teil aus in Japan weilenden deutschen Austauschstudenten. Ansonsten ist ihr Status innerhalb des Cartellverbandes identisch mit dem anderer Mitglieder. 1974 erkannte auch der Österreichische Cartellverband die AV Edo-Rhenania als befreundete Verbindung an.

## Name, Couleur und Wahlspruch
Der Name Edo-Rhenania leitet sich ab von Edo, dem ehemaligen Namen Tokios, und dem Rheinfluss (lat. Rhenus), in dessen Nähe sich die Mutterverbindung der AV Edo-Rhenania, die AV Rheinstein zu Köln, befindet. Die Burschenfarben der Verbindung sind Gold-Schwarz-Weiß-Gold, die Fuchsenfarben sind Weiß-Schwarz-Weiß. Das Hinterhauptcouleur ist Weiß. Gold ist über den Begriff des Rheingoldes eine Anspielung auf den Fluss Rhein und damit wiederum auf die sich im Rheinland befindende Mutterverbindung der Edo-Rhenania. Schwarz ist ein Bestandteil der deutschen Fahne, während Weiß ein Bestandteil der japanischen Fahne ist. Auf diese Weise symbolisieren die Verbindungsfarben die von AV Rheinstein und AV Edo-Rhenania gestützte deutsch-japanische Freundschaft.
Anders als für in Europa ansässige Verbindungen üblich verwendet die AV Edo-Rhenania heute statt einem Ritter- einen Samuraihelm (jap. Kabuto) in ihrem Wappen. Das ursprüngliche Wappen der Verbindung war an das Nachkriegswappen der AV Rheinstein angelehnt und zeigte die 1965 errichtete St. Marien-Kirche Tokio in stilisierter Form, umgeben von einer Umschrift. Die Burschen- und Fuchsenstrophen sind bis auf die letzte Zeile nicht auf Deutsch, sondern auf Japanisch gedichtet. Die letzte Zeile beließ man deutsch, damit auch Mitglieder anderer Verbindungen, wie beim Vortragen von Burschen- und Fuchsenstrophen üblich, bei der letzten Zeile miteinstimmen können. Das Bundeslied der AV Edo-Rhenania ist komplett auf Japanisch. Der Wahlspruch der Verbindung lautet „Ex oriente lux“ und bedeutet „Aus dem Osten (kommt) das Licht“. 

## Albertus-Ring
Der Albertus-Ring ist ein Zusammenschluss katholischer Akademikergemeinschaften, der laut der Gründungsurkunde gegen den „Einfluß von Atheismus, Liberalismus, Chauvinismus und Materialismus auf die ethische und moralische Bewertung und die ständige Bedrohung durch den Kommunismus“ eintreten und „den persönlichen Kontakt pflegen, den Studentenaustausch untereinander an ihren Universitäten fördern, sich jede Erleichterung und Hilfe gewähren und vorbildlich auf dem Gebiete der Völkerverständigung wirken.“

Die Gründungsmitglieder waren:
- KAV Danubia Wien-Korneuburg im ÖCV (Österreich)
- AV Rheinstein Köln im CV (Deutschland)
- AV Turicia im Schw StV (Schweiz)
- Katholische Studentenvereinigung Japans, heute AV Edo-Rhenania Tokio an den CV assoziiert
- Groupe Catholique de la Faculté du Droit de Paris – Centre Saint Yves (Frankreich)
- Group des Etudiants – Université catholique de Louvain (Belgien)
- Katholische Studentenvereinigung Japans – Sophia-Universität (Japan)
- Rheinstein-Kreis – Universität Coimbra (Portugal)
- Omnes Gentes – Sorbonne (Frankreich)

Aus dem intensiven Kontakt der Gründungsjahre setzt sich bis heute eine Freundschaft zwischen der AV Edo-Rhenania, der AV Rheinstein, der AV Turicia und der KAV Danubia fort. Zu Ehren des Schutzheiligen des Albertusrings, dem deutschen Gelehrten und Schutzpatron aller Akademiker Albertus Magnus, richtet die AV Edo-Rhenania alljährlich das sogenannte Albertusfest aus, welches neben einem katholischen Gottesdienst einen studentischen Kommers beinhaltet.

## Befreundete Verbindungen
- AV Rheinstein zu Köln
- KAV Danubia Wien-Korneuburg
- AV Turicia Zürich

## Bekannte Ehrenmitglieder
- Prinz Yoshihito von Katsura
- Prinz Northito von Takamado
- Prinz Tomohito von Mikasa
- Klaus Luhmer SJ – Kanzler der Sophia-Universität
- Peter Seiichi Shirayanagi – Erzbischof von Tokio[9]
- Joseph Atsumi Misue – Bischof von Hiroshima

## Bekannte Mitglieder
Es folgt listenmäßige Aufzählung bekannter Mitglieder der Edo-Rehnania:
- Jean-Claude Hollerich – Erzbischof von Luxemburg
- Josef Klaus – österr. Bundeskanzler
- Wolfgang Schmitz – österr. Finanzminister[11]
- Helmut Wegner – deutscher Diplomat
- Michael Zimmermann – österreichischer Diplomat
- Max Josef Dietlein – deutscher Verfassungsrichter